# Choeromorpha nigromaculata
Choeromorpha nigromaculata là một loài bọ cánh cứng trong họ Cerambycidae.